# Synagoge (Grussenheim)

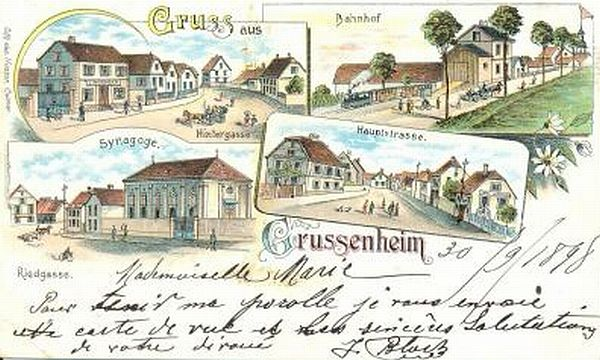
Ansichtskarte von Grussenheim mit Synagoge (vor 1898)

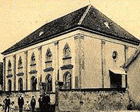
Synagoge in Grussenheim

Die Synagoge in Grussenheim, einer französischen Gemeinde im Département Haut-Rhin in der Region Grand Est, wurde 1850 errichtet. Die Synagoge befand sich in der Rue du Ried.
Während der deutschen Besatzung im Zweiten Weltkrieg wurde die Synagoge auf Anweisung der deutschen Besatzer 1940 zerstört.